# France Planina
France Planina, slovenski geograf in biolog, * 29. september 1901, Škofja Loka, † 14. januar 1992, Ljubljana.

## Življenje in delo
Rojen je bil na Spodnjem trgu v Škofji Loki kot Frančišek Ašiški Planina očetu posestniku Lavrenciju in materi Mariji (rojena Čarman). Gimnazijo je obiskoval v Kranju med 1912 in 1920, po njej pa se je vpisal na Univerzo v Ljubljani in diplomiral leta 1925. Med letoma 1926 in 1929 je poučeval na gimnaziji v Otočcu na Hrvaškem, potem je bil do leta 1937 profesor na kranjski gimnaziji. V letih 1937 in 1939 je delal na klasični gimnaziji v Ljubljani, leta 1938 pa je bil še svetnik na prosvetnem oddelku banske uprave v Ljubljani.
Leta 1941 je bil aretiran in poslan v taborišče Gonars. Po vrnitvi je od 1943 do 1945 opravljal delo upravnika pokrajinske šolske založbe. Po vojni je bil član komisije za ugotavljanje kulturnozgodovinske škode in iz nje nastalega Federalnega zbirnega centra. Potem se je leta 1948 spet zaposlil kot učitelj na I. realni gimnaziji v Ljubljani in hkrati postal tudi pomožni inšpektor za biologijo na srednjih in takratnih sedemletnih šolah. V letu 1953 je bil imenovan za ravnatelja Prirodoslovnega muzeja (do 1955). Nato je 1954 spet učil na ljubljanski klasični gimnaziji in od šolskega leta 1958/1959 na IV. realni gimnaziji. Upokojil se je leta 1962.
Poleg redne zaposlitve je objavljal članke v raznih bioloških revijah in sodeloval na seminarjih. Spisal in prevedel ter priredil je precej del, ki poljudno prikazujejo življenje živali. Zelo je bil dejaven tudi na lokalnem področju, predvsem v rodni Škofji Loki. Leta 1937 je bil eden od ustanoviteljev Muzejskega društva, kasneje glavni pobudnik, da je Loki leta 1939 zaživel prvi muzej. Po vojni je od leta 1954 veliko sodeloval pri Loških razgledih, ki jih je več let tudi urejal. Pisal je geografske in biološke prispevke, ki se nanašajo na favno in floro škofjeloškega območja. Napisal in priredil je več geografskih učbenikov, vodnikov in kartografskih prikazov Jugoslavije, Slovenije ter posebej Škofje Loke in okolice. Leta 1977 je bil imenovan za častnega člana Prirodoslovnega društva Slovenije.
Ob 100. obletnici rojstva je bil leta 2001 njegov kip uvrščen v Alejo znamenitih Ločanov.

## Izbrana bibliografija
- Poljanska in Selška dolina, 1962
- Škofja Loka z bližnjo okolico, 1962
- Slovenija in njeni kraji, 1963
- Jugoslavija, 1968
- Škofja Loka s Poljansko in Selško dolino, 1972